# ورم عظمي
الورم العظمي (بالإنجليزية: Osteoma)‏ هو قطعة جديدة من عظم تنمو على قطعة من عظم آخر، عادة ما تحدث على الجمجمة، وهو ورم حميد.
عندما ينمو الورم العظمي على عظام أخرى، يعرف ذلك باسم «الورم العظمي المثلي»؛ أما عندما ينمو على أنسجة أخرى، يسمى «ورم عظمي متغاير».
يمثل الورم العظمي أكثر أورام الأنف والجيوب المجاورة للأنف من حيث كونها حميدة. سبب الإصابة بالورم العظمي غير مؤكد، لكن النظريات المقبولة بشكلٍ عام تقترح أسباباً جنينية أو رضحية، أو معدية. كما قد يترافق الورم العظمي مع متلازمة غاردنر. قد تتسبب الأورام العظمية القحفية الأكبر حجماً بحدوث ألم في الوجه وصداع وعدوى بسبب انسداد القنوات الجبهية الأنفية. غالباً ما يظهر الورم العظمي القحفي الوجهي من خلال علامات وأعراض في العينين كجحوظ العين.

## المتغيّرات
- "ورم عظمي جلدي، لكن لا توجد طريقة حالياً لاكتشاف ما إذا كان من المحتمل حدوث ذلك ومتى.
- «ورم عظمي ليفي»
- «ورم عظمي غضروفي»

## معرض صور

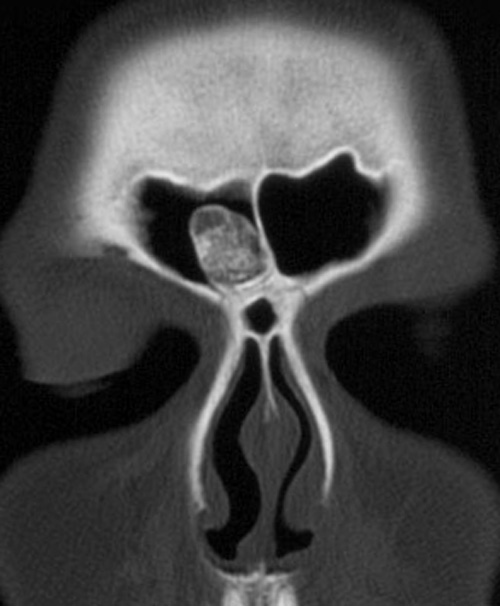
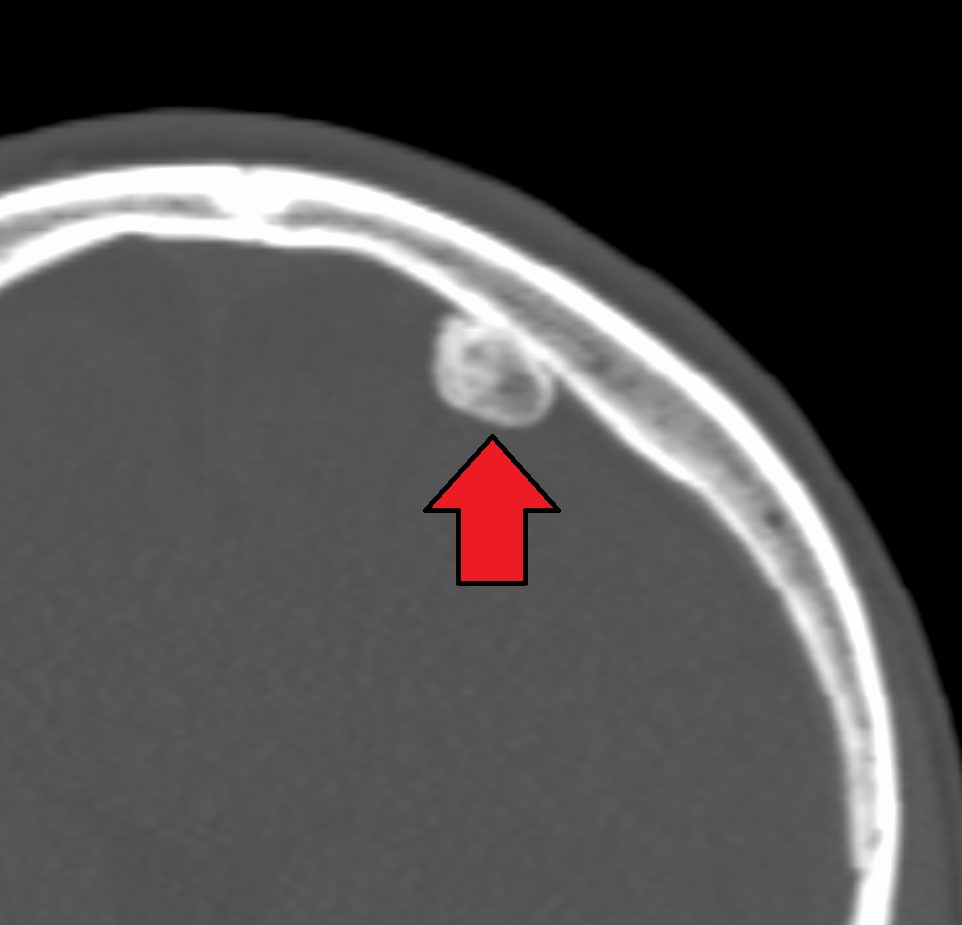
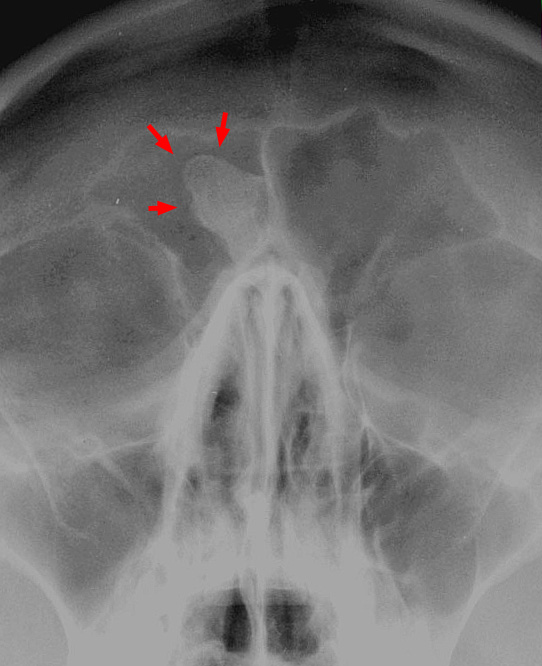